# Rio Icamaquã
Rio Icamaquã är ett vattendrag i Brasilien.   Det ligger i delstaten Rio Grande do Sul, i den södra delen av landet, 1 600 km sydväst om huvudstaden Brasília.
Omgivningarna runt Rio Icamaquã är en mosaik av jordbruksmark och naturlig växtlighet. Runt Rio Icamaquã är det ganska glesbefolkat, med 21 invånare per kvadratkilometer.